# Пианополи
Пиано̀поли (на италиански: Pianopoli) е малко градче и община в Южна Италия, провинция Катандзаро, регион Калабрия. Разположено е на 250 m надморска височина. Населението на общината е 2553 души (към 2012 г.).